# Southwest Ranches
Southwest Ranches es un pueblo ubicado en el condado de Broward en el estado estadounidense de Florida. En el Censo de 2010 tenía una población de 7.345 habitantes y una densidad poblacional de 216,91 personas por km².

## Geografía
Southwest Ranches se encuentra ubicado en las coordenadas 26°3′1″N 80°22′26″O / 26.05028, -80.37389. Según la Oficina del Censo de los Estados Unidos, Southwest Ranches tiene una superficie total de 33.86 km², de la cual 33.82 km² corresponden a tierra firme y (0.12%) 0.04 km² es agua.

## Demografía
Según el censo de 2010, había 7.345 personas residiendo en Southwest Ranches. La densidad de población era de 216,91 hab./km². De los 7.345 habitantes, Southwest Ranches estaba compuesto por el 85.94% blancos, el 5.43% eran afroamericanos, el 0.6% eran amerindios, el 2.85% eran asiáticos, el 0.03% eran isleños del Pacífico, el 2.29% eran de otras razas y el 2.87% pertenecían a dos o más razas. Del total de la población el 33.29% eran hispanos o latinos de cualquier raza.